# Wierkko
Wierkko (ros. Веркко) – stacja kolejowa w rejonie suojarwskim, w Karelii, w Rosji. Położona jest na linii Suojarwi – Pietrozawodsk, wśród tajgi, w znacznym oddaleniu od skupisk ludzkich.
Stacja powstała w 1940 na okupowanych przez Związek Sowiecki terenach fińskich.

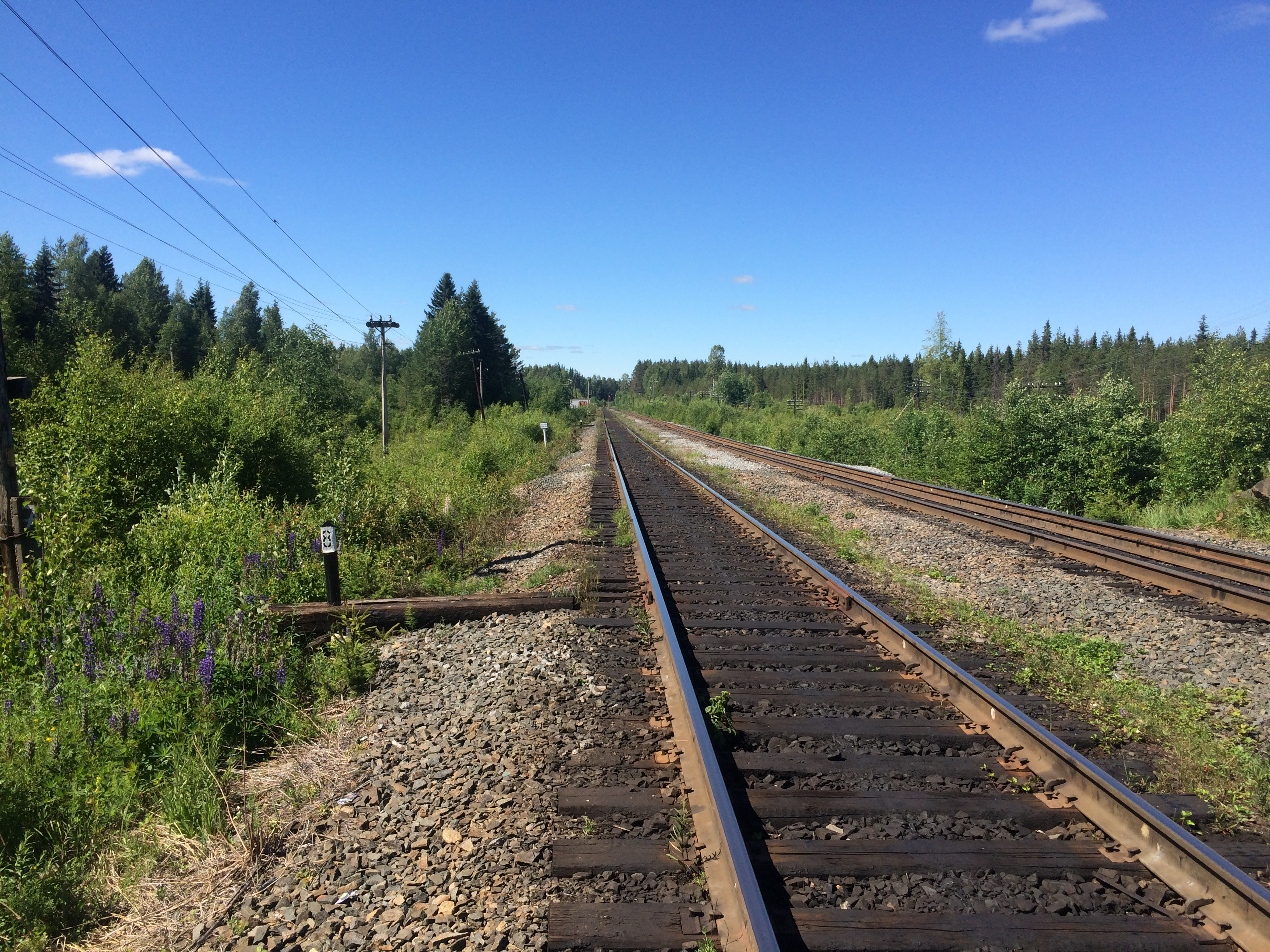
widok w stronę Suojarwi